# Janice Rule
Janice Rule (Norwood, 15 agosto 1931 – New York, 17 ottobre 2003) è stata un'attrice e ballerina statunitense.

## Biografia

### Carriera artistica
Studiò balletto e iniziò a danzare ancor giovanissima in alcuni night-club di Chicago. Molto presto attirò su di sé l'attenzione di Hollywood e debuttò nel cinema nel 1951. L'8 gennaio di quell'anno la rivista statunitense Life le dedicò la copertina come giovane attrice emergente. Fra le sue interpretazioni più note vi sono quelle di Emily Stewart in La caccia (1966) di Arthur Penn, dell'acida ex amante di Burt Lancaster in Un uomo a nudo (1968) di Frank Perry, di Willie in Tre donne (1977) di Robert Altman, della giornalista Kate Newman in Missing - Scomparso (1982) di Costa-Gavras, e della madre di Kevin Costner nel film sul ciclismo Il vincitore (1985) di John Badham.
Fece parte del cast originale di Picnic, commedia nella quale debuttò a Broadway Paul Newman, nella parte di Madge Owens, una bellezza selvaggia. Fra gli altri spettacoli di Broadway, recitò in The Flowering Peach, The Happiest Girl in the World e Night Circus, una produzione del 1958 con Ben Gazzara.
Ebbe dei problemi a causa dell'atteggiamento dei primi anni cinquanta verso la bellezza femminile negli studios cinematografici. Temeva di perdere la propria individualità e combatté per mantenerne il senso. Era molto richiesta in quel tempo per la sua capacità d'interpretare ruoli di donne forti e anticonvenzionali.
Nel 1960 ricoprì il ruolo di Elena Nardos, la compagna di stanza di Marilyn Parker, interpretata da Cloris Leachman, nell'episodio della serie televisiva Scacco matto, e nella serie TV Route 66. Nel 1966 interpretò il ruolo di Barbara Wells nell'episodio The Wife Killer e nel 1967 lo stesso personaggio nell'episodio The Walls of Night, della serie televisiva Il fuggitivo.

### Vita privata
A una breve relazione nel 1956 con Farley Granger, con cui aveva recitato a Broadway l'anno precedente in The Carefree Tree, ne seguì una con Ralph Meeker, suo partner in Picnic.
Janice Rule si sposò tre volte e altrettante divorziò:
- nel 1956 con N. Richard Nash, scrittore e drammaturgo noto per le commedie scritte per Broadway, fra le quali il famoso The Rainmaker.[1] I due divorziarono nello stesso anno.
- nel 1960 con Robert Thom, dal quale divorziò l'anno successivo e al quale diede una figlia, Kate Thom Fitzgerald.
- nel 1961 con l'attore Ben Gazzara, matrimonio che durò fino al 1979 e dal quale nacque Elizabeth Gazzara.

Durante gli anni sessanta cominciò a interessarsi alla psicoanalisi, ne iniziò gli studi nel 1973 e dieci anni dopo ricevette il PhD in materia presso il Southern California Psychoanalytic Institute di Los Angeles. Svolse quindi l'attività di psicoanalista a New York e Los Angeles, recitando solo più saltuariamente.

### Morte
Morì nel 2003 a causa di un'emorragia cerebrale.

## Filmografia parziale

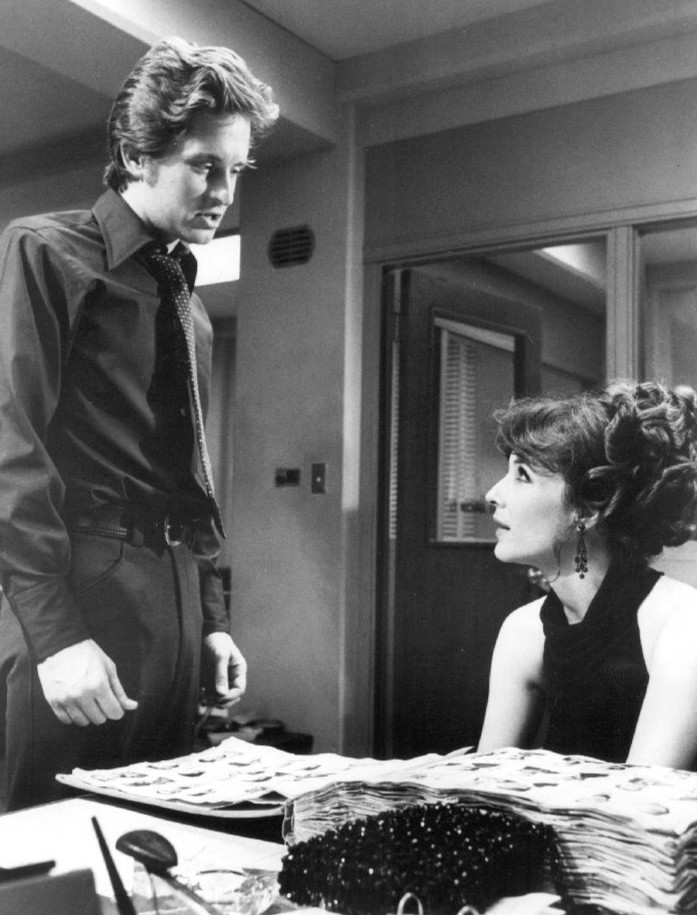
Janice Rule con Michael Douglas nella serie televisiva Le strade di San Francisco (1972)

### Cinema
- 14ª ora (Fourteen Hours), regia di Henry Hathaway (1951) (non accreditata)
- Festa di laurea (Goodbye, My Fancy), regia di Vincent Sherman (1951)
- Starlift, regia di Roy Del Ruth (1951)
- Holiday for Sinners, regia di Gerald Mayer (1952)
- La marcia del disonore (Rogue's March), regia di Allan Davis (1953)
- Acapulco - Anche gli eroi sono assassini (A Woman's Devotion), regia di Paul Henreid (1956)
- Una pistola per un vile (Gun for a Coward), regia di Abner Biberman (1957)
- Una strega in paradiso (Bell Book and Candle), regia di Richard Quine (1958)
- La nostra vita comincia di notte (The Subterraneans), regia di Ranald MacDougall (1960)
- Invito ad una sparatoria (Invitation to a Gunfighter), regia di Richard Wilson (1964)
- La caccia (The Chase), regia di Arthur Penn (1966)
- Alvarez Kelly, regia di Edward Dmytryk (1966)
- Tempo di terrore (Welcome to Hard Times), regia di Burt Kennedy (1967)
- L'imboscata (The Ambushers), regia di Henry Levin (1967)
- Un uomo a nudo (The Swimmer), regia di Frank Perry (1968)
- Le mogli (Doctors' Wives), regia di George Schaefer (1971)
- Sequestro pericoloso (Gumshoe), regia di Stephen Frears (1971)
- Kid Blue, regia di James Frawley (1973)
- Tre donne (3 Women), regia di Robert Altman (1977)
- Missing - Scomparso (Missing), regia di Costantin Costa-Gavras (1982)
- Il vincitore (American Flyers), regia di John Badham (1985)
- Rainy Days Friends, regia di Gary Kent (1985)

### Televisione
- Appointment with Adventure – serie TV, episodio 1x22 (1955)
- The Alcoa Hour – serie TV, episodio 1x19 (1956)
- Carovane verso il West (Wagon Train) – serie TV, episodio 1x11 (1957)
- Have Gun - Will Travel – serie TV, episodio 1x01 (1957)
- Il tenente Ballinger (M Squad) – serie TV, episodio 1x20 (1958)
- General Electric Theater – serie TV, episodi 6x22-7x24 (1958-1959)
- Westinghouse Desilu Playhouse – serie TV, episodio 1x24 (1959)
- Ai confini della realtà (The Twilight Zone) – serie TV, episodio 1x29 (1960)
- Scacco matto (Checkmate) – serie TV, episodio 1x11 (1960)
- Route 66 – serie TV, 3 episodi (1960-1963)
- Avventure in paradiso (Adventures in Paradise) – serie TV, episodio 3x14 (1962)
- La parola alla difesa (The Defenders) – serie TV, episodio 3x21 (1964)
- Il dottor Kildare (Dr. Kildare) – serie TV, episodi 3x01-4x03 (1963-1964)
- Il reporter (The Reporter) – serie TV, episodio 1x09 (1964)
- Ben Casey – serie TV, episodio 4x12 (1964)
- La legge di Burke (Burke's Law) – serie TV, episodi 1x16-2x25 (1964-1965)
- Profiles in Courage – serie TV, 1 episodio (1965)
- Il fuggiasco (The Fugitive) – serie TV, episodi 3x17-4x27 (1966-1967)
- The Danny Thomas Hour – serie TV, episodio 1x13 (1967)
- I giorni di Bryan (Run for Your Life) – serie TV, episodio 3x26 (1968)
- Shadow on the Land – film TV (1968)
- Journey to the Unknown – serie TV, episodio 1x13 (1968)
- Trial Run – film TV (1969)
- The Devil and Miss Sarah – film TV (1971)
- Le strade di San Francisco (The Streets of San Francisco) – serie TV, episodio 1x02 (1972)
- La signora in giallo (Murder, She Wrote) – serie TV, episodio 5x15 (1989)

## Doppiatrici italiane
- Rita Savagnone in Invito ad una sparatoria, La caccia, Alvarez Kelly
- Rosetta Calavetta in Acapulco - Anche gli eroi sono assassini, Una pistola per un vile
- Maria Pia Di Meo in Una strega in paradiso, Il vincitore
- Ria Saba in La nostra vita comincia di notte
- Anna Miserocchi in Missing - Scomparso
- Marzia Ubaldi in La signora in giallo
- Stefanella Marrama in Missing - Scomparso (ridoppiaggio 2005)